# Pluma del Pato
Pluma del Pato är en ort i Argentina.   Den ligger i provinsen Salta, i den norra delen av landet, 1 300 km norr om huvudstaden Buenos Aires. Pluma del Pato ligger 232 meter över havet och antalet invånare är 220.
Terrängen runt Pluma del Pato är mycket platt. Trakten runt Pluma del Pato är nära nog obefolkad, med mindre än två invånare per kvadratkilometer..
I omgivningarna runt Pluma del Pato växer i huvudsak lövfällande lövskog.